# Brian Greene
Brian Greene (Nova York, 9 de febrer de 1963), és un físic estatunidenc i un teòric de cordes dels més reconeguts. Des de 1996 és professor a la Universitat de Colúmbia.

## Biografia
Greene va ser un prodigi en matemàtiques. El seu pare, Alan, va ser un actor de teatre de varietats i un estudiant fracassat que després va treballar com a professor de cant i com a compositor. La seva aptitud per les matemàtiques va ser tal que quan tenia 12 anys, un professor de la Universitat de Colúmbia li donava classes particulars perquè ja havia superat el nivell de secundària. El 1980, Brian Greene va entrar a Harvard per especialitzar-se en física, i amb el seu grau de llicenciat, Greene va anar a la Universitat d'Oxford a Anglaterra, com a estudiant becat Rhodes.
El seu llibre L'Univers Elegant: Supercordes, Dimensions Ocultes, i la recerca de la Teoria Final (1999) és una divulgació de la Teoria de supercordes i la Teoria M. Va ser finalista del Premi Pulitzer en no-ficció, i el guanyador del Premi Aventis de Llibres de Ciència el 2000. El llibre parla sobre les varietats de Calabi-Yau i obre una línia de raonamet sobre com aquestes varietats, com a punts multi-dimensionals (11D, 16D, 26D), poden comprendre el nostre espaitemps. L'univers Elegant va ser adaptat a la televisió en forma de programa de PBS amb el Dr. Greene com a narrador. El seu segon llibre, El Teixit del Cosmos (2004), va sobre l'espai, el temps, i la naturalesa de l'univers. Els aspectes tractats en aquest llibre inclouen entrellaçament de partícules no locals en relació amb la relativitat especial i explicacions bàsiques de teoria de cordes. És una estudi de la naturalesa bàsica de la realitat i la matèria, tractant tòpics com l'espaitemps i la cosmologia, orígens i unificacions, i incloguent una exploració de la realitat i la imaginació.
Brian Greene també actua; va ajudar a John Lithgow amb la dialèctica científica per a la sèrie de televisió 3r Roc des del Sol, i va aparèixer en la pel·lícula Frequency. Recentment,??? ha sigut un assessor en la pel·lícula sobre viatges en el temps Déjà Vu, en la que s'utilitza alguns termes físics. També va aparèixer com a enginyer d'Intel en el 2007 a "The Last Mimzy".

## Curiositats

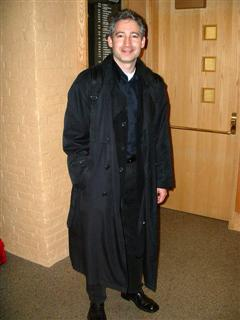
Brian Greene.

- Brian Greene es va llicenciar el 1980 al Stuyvesant High School de Nova York, on va ser company de classe de Lisa Randall.
- Va obtenir el títol de Doctor a Oxford el 1986.
- Es va unir a la facultat de física de la Universitat Cornell el 1990.
- Va ser designat com a professor permanent a la Universitat Cornell el 1995.
- Es va unir a Columbia poc després el 1996.
- Ha donat conferències tant a nivell general com a nivell tècnic en més de 25 països i està relacionat amb una ampli nombre de descobriments revolucionaris en Teoria de Supercordes.
- En la seva recerca, s'ha centrat en les dimensions extra requerides per la teoria de cordes, i en comprendre les seves conseqüències a nivell físic i matemàtic.
- Ha tingut diverses aparicions en els medis com ara Charlie Rose, la comèdia The Colbert Report, The NewsHour with Jim Lehrer, The Century with Peter Jennings, CNN, TIME, Nightline in Primetime, Late Night with Conan O'Brien, The Late Show with David Letterman, i recentment ha presentat un especial televisiu amb tres parts anomenat Nova i que està basat en el seu llibre.
- Actualment, és codirector de l'institut Columbia de Cordes, Cosmologia, i Astroparticle Physics (ISCAP), i està liderant un programa d'investigació aplicant teoria de cordes a qüestions cosmològiques.
- Va treballar amb en Roger Penrose com a estudiant graduat el qual va ser el seu supervisor de graducació fins que va canviar de supervisor.
- Va ser un assessor en la pel·lícula Déjà Vu, protagonitzada per Denzel Washington.
- Greene va ser nomenat a l'episodi "Supersimetria" de la sèrie Angel en el 2002.
- S'ha donat el seu nom a una espècia d'aranya descoberta a Austràlia (Dolomedes briangreenei)

## Contribucions importants a la física
- Brian Greene ha treballat en la simetria mirall, relacionant dos varietats Calabi-Yau diferents (concretament, relacionant el conifold amb un dels seus orbifolds).
- Ell (i en David Morrison i en Paul Aspinwall) també va explicar la transició "flop", un canvi suau de topologia.
- Junt amb en David Morrison i en Andrew Strominger, va mostrar que la topologia en la teoria de cordes pot canviar en el punt conifold.
- Actualment està estudiant cosmologia de cordes, especialment les empremtes de la física trans-Planckaniana en el fons còsmic de microones, i cosmologies brana-gas que poden explicar per què l'espai que ens envolta té tres dimensions grans.
- Desenvolupament del suggeriment de l'electró forat negre, és a dir, que l'electró pot ser un forat negre.

## Publicacions
Brian Green és autor dels següents llibres:
- Brian R. Greene, The Hidden Reality: Parallel Universes and the Deep Laws of the Cosmos (2011).
- Brian R. Greene, The Fabric of the Cosmos: Space, Time, and the Texture of Reality, (2005).
- Brian R. Greene, The Elegant Universe: Superstrings, Hidden Dimensions, and the Quest for the Ultimate Theory, (1999)

També és coautor dels següents articles cientifics:
- R. Easther, B. R. Greene, M. G. Jackson i D. Kabat, String windings in the early universe. JCAP {0502}, 009 (2005).
- R. Easther, B. Greene, W. Kinney, G. Shiu, A Generic Estimate of Trans-Planckian Modifications to the Primordial Power Spectrum in Inflation. Phys. Rev. D66 (2002). 023518.
- R. Easther, B. Greene, W. Kinney, G. Shiu, Inflation as a Probe of Short Distance Physics. Phys. Rev. D64 (2001) 103502.
- Brian R. Greene, D-Brane Topology Changing Transitions. Nucl. Phys. B525 (1998) 284-296.
- Michael R. Douglas, Brian R. Greene, David R. Morrison, Orbifold Resolution by D-Branes. Nucl.Phys. B506 (1997) 84-106.
- Brian R. Greene, David R. Morrison, Andrew Strominger, Black Hole Condensation and the Unification of String Vacua. Nucl.Phys. B451 (1995) 109-120.
- P.S. Aspinwall, B.R. Greene, D.R. Morrison, Calabi-Yau Moduli Space, Mirror Manifolds and Spacetime Topology Change in String Theory. Nucl.Phys. B416 (1994) 414-480.
- B.R.Greene and M.R.Plesser, Duality in Calabi-Yau Moduli Space. Nucl. Phys. B338 (1990) 15.